# Кейкин, Шакир Кейкинович
Шакир Кейкинович Кейкин (1970 года, Кульсары, Жылыойский район, Гурьевская область) — казахстанский политический деятель.

## Биография
Шакир Кейкинович Кейкин родился в 1970 году в г. Кульсары Жылыойского района Атырауской области.  

### Образование
В 1993 году окончил Казахский политехнический институт по специальности «горный инженер».   

### Трудовая деятельность
Трудовую деятельность начал в 1993 году брокером коммерческого отдела ТОО «Тенгизмунайкомплект» в г. Кульсары и до 1999 года занимал различные должности.
С июня 1999 по январь 2001 года - заместитель директора по коммерции ТОО «РАМАКО».
С января 2001 по февраль 2008 года - директор ТОО «Казстройсервис ЛТД»  
С февраля по октябрь 2008 года — аким Косшагылского сельского округа Жылыойского района.
С октября 2008 по июль 2009 года – заместитель акима города Кульсары Жылыойского района.
С июля 2009 по октябрь 2018 года — аким города Кульсары Жылыойского района Атырауской области.
С 23 октября 2018 года по февраль 2019 года - руководитель отдела жилищно-коммунального хозяйства, пассажирского транспорта и автомобильных дорог города Атырау.
С 26 февраля 2019 года по сентябрь 2019 года - заместитель акима города Атырау.
С сентября 2019 года по март 2022 года — аким Макатского района Атырауской области.   
С марта 2023 года - руководитель департамента торговли Министерства торговли и интеграции РК.
С 10 июля 2023 года занимает должность акима города Атырау.   